# Bipinnula
Bipinnula – rodzaj roślin z rodziny storczykowatych (Orchidaceae). Obejmuje 10 gatunków występujących w południowej Brazylii, w północno-wschodniej Argentynie, w Chile oraz Urugwaju. Rośliny występują od nizinnych terenów przybrzeżnych po niższe partie gór.
Wśród tego rodzaju można wydzielić dwie grupy: gatunki z jednym kwiatem, występujące od południowej Brazylii do wschodnią Argentynę, z największą koncentracją w Urugwaju, oraz gatunki z wieloma kwiatami w kwiatostanie, występujące wyłącznie w Chile. Najczęstszym miejscem występowania w Brazylii, Urugwaju oraz Argentynie są czasowo zalewane niziny oraz łąki w niższych partiach gór. Rośliny kwitną na wiosnę.

## Systematyka
Rodzaj sklasyfikowany do plemienia Chloraeeae w podrodzinie storczykowych (Orchidoideae), rodzina storczykowate (Orchidaceae), rząd szparagowce (Asparagales) w obrębie roślin jednoliściennych.
Wykaz gatunków
- Bipinnula biplumata (L.f.) Rchb.f.
- Bipinnula canisii Dutra ex Pabst
- Bipinnula ctenopetala Schltr.
- Bipinnula fimbriata (Poepp.) I.M.Johnst.
- Bipinnula gibertii Rchb.f.
- Bipinnula montana Arechav.
- Bipinnula plumosa Lindl.
- Bipinnula polysyka Kraenzl.
- Bipinnula taltalensis I.M.Johnst.
- Bipinnula volkmannii Kraenzl.